# 사이안화 수소
사이안화 수소(hydrogen cyanide) 혹은 청화수소(靑化水素), 청산(靑酸, prussic acid)은 화학식이 HCN인 화합물이다. 물, 에테르, 에탄올 등에는 반드시 녹으며, 거기서도 수용액은 별명이 사이안화 수소산 또는 청산이다. 무색인 맹독성 화합물이며, 휘발성이 있다. 치사량은 2g이며, 불에도 잘 탄다. 실온보다 약간 높은 26°C에서 끓는다. 쓴맛이며 아몬드향이 나지만 유전적 소인으로 냄새를 맡지 못하는 사람도 있다. 사이안화 수소는 약산이며 수용액에서 사이안화 음이온(CN–)을 내놓으며 부분적으로 이온화된다.

## 제법
요즈음에는 사이안화 수소가 세가지 방법으로 대량으로 제조된다.
CH4 + NH3 + 1.5O2 → HCN + 3H2O
반응에 필요한 에너지는 메테인과 암모니아의 산화에서 얻는다.
CH4 + NH3 → HCN + 3H2
CH(O)NH2 → HCN + H2O
실험실에서 소량의 사이안화 수소는 알칼리 금속과의 사이안화물에 산을 첨가해 만든다.
H+ + NaCN → HCN + Na+
이 방법은 중독의 원인이 되기도 한다. 산이 비휘발성의 사이안화물을 사이안화 수소 기체로 바꾸기 때문이다.